# Северная война
Се́верная война́ (Вели́кая Се́верная война́, Свейская война, швед. Stora nordiska kriget, дат. Den Store Nordiske Krig, нем. Großer Nordischer Krieg; Тре́тья Се́верная война́, пол. III wojna północna) — война, фактически длившаяся с 1700 по 1721 год между Шведским королевством и коалицией государств Северной Европы (в том числе Саксония, Русское царство, Датско-норвежское королевство, Речь Посполитая и др.) за обладание прибалтийскими землями и господство на Балтийском море и его побережье, закончившаяся поражением Швеции, навсегда утратившей статус великой державы.
Первоначально войну Швеции объявил «Северный союз», созданный в 1699 году по инициативе курфюрста Саксонии и короля польского Августа II. При этом Речь Посполитая войну Швеции не объявила. В «Северный союз» вошли также Датско-норвежское королевство, возглавлявшееся королём Кристианом V, и Русское царство, возглавлявшееся царём всея Руси Петром I.
В 1700 году после ряда быстрых побед войск Шведского королевства «Северный союз» распался. Дания вышла из войны в 1700 году, а Саксония — в 1706 году. После этого, вплоть до 1709 года, когда «Северный союз» был восстановлен, Русское царство воевало со Шведским королевством в одиночестве. На разных этапах в войне также принимали участие: на стороне России — курфюршество Ганновер, Голландия, Пруссия; на стороне Швеции — Англия (с 1707 года — Великобритания), Османская империя, Гольштейн. Украинское казачество разделилось и частично поддерживало шведов и турок, но большая часть запорожских казаков поддерживала русские войска. На стороне шведов и турок выступило Войско Запорожское Низовое, переселившееся во время этой войны в турецкие владения.
С окончанием войны в 1721 году Русское царство юридически закрепило за собой возвращенный выход к Балтийскому морю, утраченный по условиям Столбовского мирного договора со Шведским королевством от 27 февраля (9 марта) 1617 года, получила Ингерманландию, Эстляндию с островами, Лифляндию и часть Карелии, установила неофициальный протекторат над Речью Посполитой благодаря Немому сейму 1717 года. В 1721 году в Европе возникла новая империя — Российская, преобразованная из Российского царства и обладающая мощной регулярной армией и флотом. Столицей Российской империи стал город Санкт-Петербург, расположенный у впадения реки Невы в Балтийское море на бывшей шведской территории. 25 июля 1729 года Швеция заключила мир с Саксонией, а 7 октября 1732 года — мир с Речью Посполитой. Только эти договоры юридически закончили Северную войну.

## Причины войны
Главы государств Северного союза

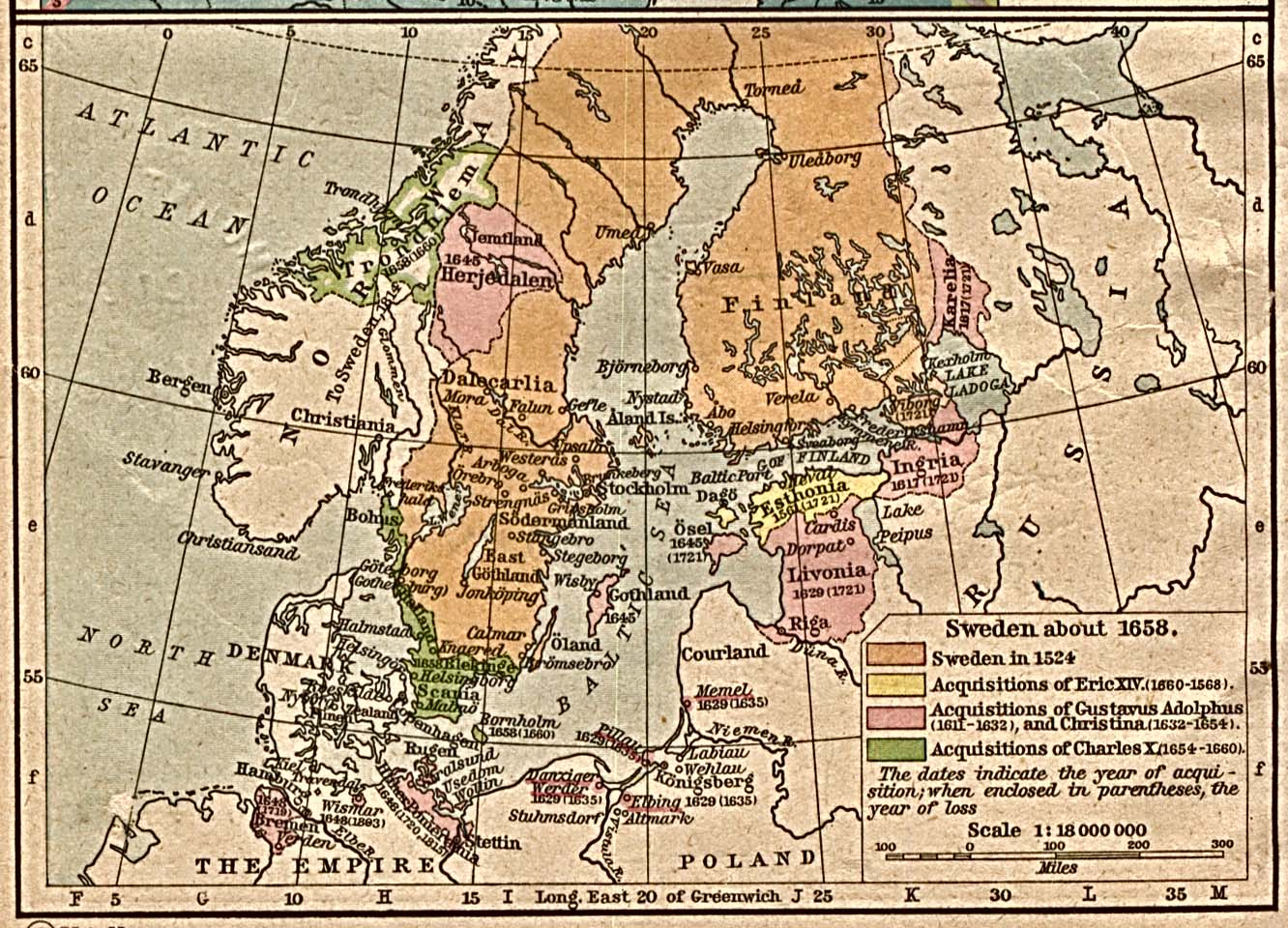
Шведская империя в конце XVII века

К концу XVII — началу XVIII века Шведская империя была господствующей державой на Балтийском море и одной из ведущих европейских держав. Территория страны включала значительную часть побережья Балтики: всё побережье Финского залива, современную Прибалтику (без Литвы и Калининграда), часть южного побережья Балтийского моря. В 1697 году Швецию возглавил пятнадцатилетний Карл XII, и юный возраст монарха дал повод соседям Швеции — Датско-норвежскому королевству, Саксонии и России — рассчитывать на лёгкую победу и реализовать свои территориальные претензии к Швеции. Эти три государства образовали Северный союз, инициатором которого был курфюрст Саксонии и король польский Август II, который хотел подчинить себе входящую в Швецию Ливонию (Лифляндию), что позволило бы ему упрочить свою власть в Речи Посполитой. Ливония оказалась в руках Швеции по Оливскому мирному договору 1660 года.
Данию подталкивало к конфликту со Швецией давнее соперничество за господство на Балтийском море. В 1658 году Карл X Густав разбил датчан в ходе похода в Ютландию и Зеландию и отторг часть провинций на юге Скандинавского полуострова. Дания из-за этого потеряла сбор пошлины при проходе судов через Зундский пролив. Кроме того, две страны остро соперничали за влияние на южного соседа Дании — герцогство Шлезвиг-Гольштейн.
Русский царь Пётр I последним присоединился к Северному союзу после переговоров с Августом, что было оформлено Преображенским договором, а непосредственным толчком к началу войны стало окончание в 1700 году войны с Турцией (с которым договор и увязывал военное выступление России против Швеции) — мир был объявлен 18 (29) августа, и на следующий день, 19 (30) августа, Россия объявила войну Швеции. Одновременно был издан указ о конфискации всех шведских товаров, находившихся в Москве, в пользу русской казны, а шведский посланник в Москве был арестован.
В русских источниках времён начала войны её причинами объявлялись «Рижский инцидент» 1697 года (когда Петра I, инкогнито путешествовавшего по Европе, шведы холодно приняли в городе), а также желание Петра вернуть потерянные в начале XVII века т. н. «отчины и дедины» территории Ингрии и Карелии. Их принадлежность Швеции была закреплена рядом русско-шведских соглашений, причём в ноябре 1699 года эти акты подтвердил и сам Пётр, — это обстоятельство в дальнейшем вызвало особое возмущение шведского короля, расценившего начатую царём войну как измену своему же обязательству.
В указе об объявлении войны и соответствующем рескрипте были указаны «неправды и обиды» в целом и инцидент 1697 года в частности, а территориальные притязания явно не упоминались, лишь в циркуляре российским послам за границей говорилось об этом в расчёте на иностранную общественность. Если первая претензия была выражением личной обиды, то вторая была призвана дать правителю карт-бланш на войну и мотивировать общество перед лицом возможных испытаний и неизбежных жертв — любые завоевания обставлялись как «присоединение» или «возвращение» утраченных земель, что стало традицией и в дальнейшей российской экспансии. Фактической же причиной войны с российской стороны был прежде всего выход к Балтийскому морю, а иные соображения были побочными: война с Турцией за выход к азовскому побережью шла безотносительно «дедин и отчин» на Балтике, а в ходе Северной войны царь был готов отдать шведам и более важные «дедины и отчины» ради сохранения за Россией Ингрии и построенного на завоёванной территории Санкт-Петербурга, который для него символизировал выход к Балтийскому морю.

## Начало войны
Ещё до формального объявления войны 11 (21) февраля 1700 года саксонская армия осадила Ригу. Вскоре войну Швеции объявил датский король Фредерик IV, приступив к Фридрихштадту в Шлезвиге.
Русский царь Пётр I объявил войну Швеции сразу после получения известия о заключении Константинопольского мирного договора с Османской империей — 19 (30) августа 1700 года и выступил с походом к Нарве.

### Осада Риги
Осада Риги саксонским корпусом поначалу шла вяло из-за отсутствия осадной артиллерии. Только 5 (16) июля 1700 года под Ригу прибыл Август II. Однако удачные действия рижского губернатора фельдмаршала Э. Дальберга, а также отсутствие поддержки со стороны ливонской знати заставили саксонского курфюрста снять осаду и отступить.

### Датская кампания Карла XII
В марте 1700 года датский король Фредерик IV вторгся в Гольштейн-Готторпское герцогство на юге страны. Однако 10 тысяч шведских солдат под командованием короля Карла XII неожиданно для датчан высадились под Копенгагеном, и Дания была вынуждена заключить 7 (18) августа Травендальский мирный договор и отказаться от союза с Августом II.

### Русский поход в Ингерманландию

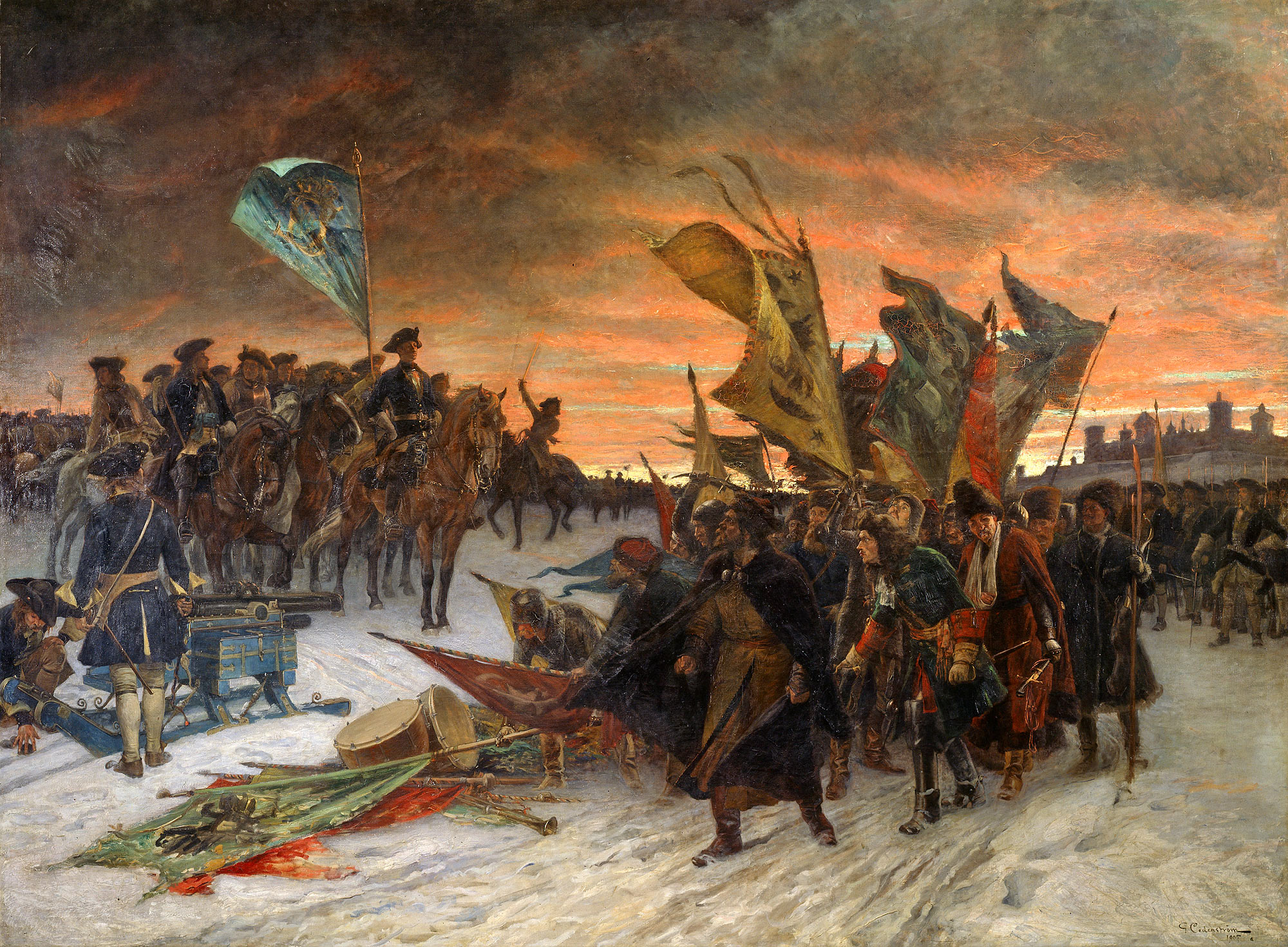
«Триумф под Нарвой». Густав Седерстрём, 1910 год

18 августа царь Пётр получил известие о заключении Константинопольского мирного договора с турками и 19 (30) августа, ещё не зная о выходе Дании из войны, объявил войну Швеции. 24 августа (3 сентября) русские войска выступили в поход. Согласно союзному договору с Августом II в случае победы над Швецией России должна была отойти Ингерманландия (иначе «Шведская Ингрия») — территория, примерно соответствующая нынешней Ленинградской области. На границе между Ингерманландией и Эстляндией находился крупный город и самая крупная шведская крепость в регионе — Нарва, взятие которой стало основной целью русского командования.
Поход к Нарве был организован неудачно, под осень: в связи с начавшимися дождями и плохим состоянием дорог снабжение армии было недостаточным — солдаты систематически недоедали, лошади, перевозящие снаряжение, питались настолько плохо, что к концу похода начался их падёж. Пётр I планировал сосредоточить у Нарвы свыше 60 тыс. солдат, однако медленный темп продвижения войска к Нарве срывал сроки и планы царя.
Осада Нарвы началась только 14 (25) октября силами по разным оценкам от 34 тыс. до 40 тыс. солдат. Обстрел города из пушек оказался неэффективным, так как русская армия использовала слишком лёгкие орудия, и боеприпасов хватило всего на две недели. Нарва фактически представляла собой сдвоенную крепость вместе с соседним Ивангородом, и Пётр I, лично спланировавший осаду, вынужден был сильно растянуть русские войска, окружив одновременно обе крепости. Такое неудачное расположение русских войск впоследствии отрицательно сказалось на их боеспособности во время последующей битвы при Нарве.
Тем временем Август II, узнав о быстром выходе Дании из войны, снял осаду Риги и отступил в Курляндию, что позволило Карлу XII перебросить часть своего войска по морю в Пернов (Пярну). Высадившись там 6 октября, он направился к осаждаемой русскими войсками Нарве. Пётр I вместе с генерал-фельдмаршалом Ф. А. Головиным в ночь на 18 ноября покинул армию и отправился в Новгород, поручив Высшее командование армией саксонскому фельдмаршалу герцогу де Круа. 19 (30) ноября 1700 года армия Карла XII численностью 10,5 тысяч человек нанесла русской армии численностью по разным оценкам от 34 до 40 тысяч человек поражение в сражении под Нарвой. Герцог де Круа со своим штабом, состоящим также из иностранцев, ещё до решающего момента сражения сдался Карлу XII. К 21 ноября (2 декабря) основная часть русской армии, которая после всех потерь всё ещё превосходила по численности шведскую, капитулировала на почетных условиях. Стойко оборонялись от шведов лейб-гвардии Преображенский и лейб-гвардии Семёновский полки, которые не только сами сумели избежать плена, но и прикрыли отход части русской армии и тем самым спасли её от полного разгрома. За мужество, проявленное в этой битве, солдаты полка в 1700—1740 годах носили красные чулки (в память о том, что «в сей битве стояли они по колено в крови»). Результаты кампании для российской стороны были катастрофическими: потери убитыми, смертельно ранеными, утонувшими, дезертировавшими и умершими от голода и мороза составили от 6 тыс. до 10 тыс. человек, 700 человек, включая 10 генералов и 56 офицеров, попали в плен, была утрачена вся артиллерия.
Среди причин поражения русской армии выделяют следующие: плохая подготовленность к войне (русская армия находилась в стадии реорганизации) с сильным противником; войска не умели воевать по правилам современной линейной тактики, вести разведку, были слабо вооружены; артиллерия была устаревшей и многокалиберной (на тот период в артиллерии существовало более 25 различных калибров, что во многом затрудняло снабжение артиллерии боеприпасами) и, самое главное, русская армия не имела своего национального командного состава, и на всех основных командных должностях находились иностранные офицеры.
После этого поражения на несколько лет в Европе утвердилось мнение о полной небоеспособности русской армии, а Карл XII получил прозвище шведского «Александра Македонского». После поражения под Нарвой Пётр I ограничил количество иностранных офицеров в войсках. Они могли составлять не более 1/3 от общей численности офицеров воинской части.
Поражение под Нарвой сыграло огромную роль в развитии русской армии и истории страны. Как указывал историк М. Н. Покровский, все интересы России в войне сводились к торговле, к завоеванию выхода к морю и получению контроля над торговыми портами на Балтике. Поэтому Пётр с самого начала войны взял под особое внимание большую крепость Нарву (а после победы под Полтавой заинтересовался Ревелем и незамерзающим портом Ригой, о которых он раньше и не мечтал), но потерпев сокрушительное поражение под Нарвой и будучи отброшен в район нынешнего Санкт-Петербурга, принял решение о строительстве нового порта и города в устье Невы — будущей столицы Российской империи.

## Продолжение войны (1701—1707)

### Русская кампания

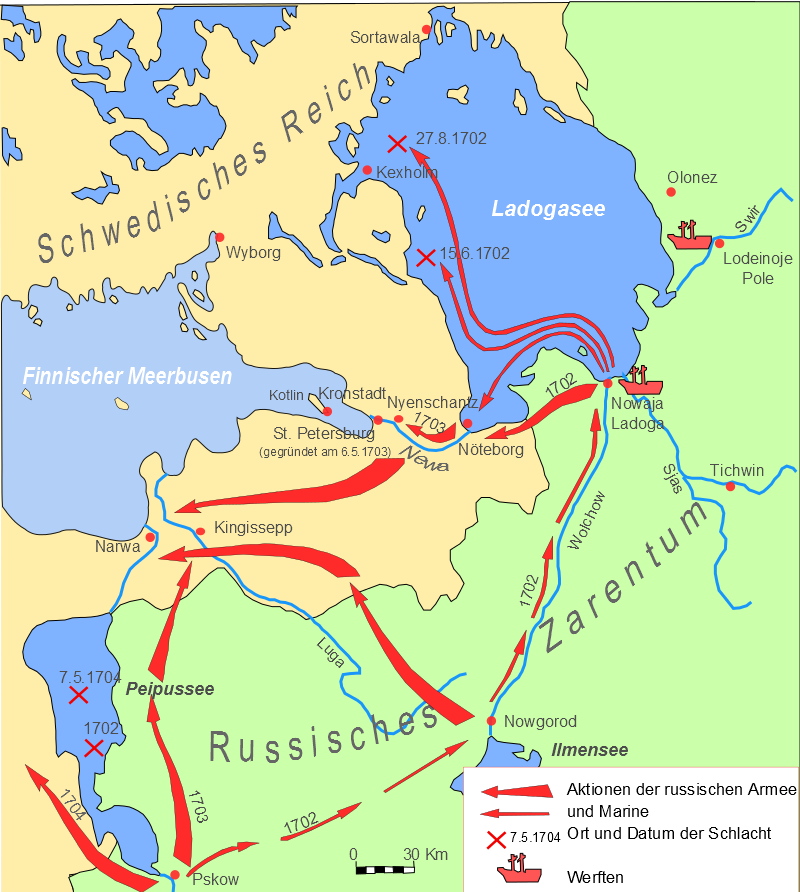
Карта театра военных действий русской армии в Северной войне, 1701—1704

После поражения под Нарвой, оценив причины поражения русских войск, Пётр I направил много усилий на подготовку армии и страны к войне со Швецией. Именно в этот период создаётся новая регулярная армия, совершенствуется её организационная структура, система обучения и воспитания, производится новое вооружение. При обновлении артиллерии сокращается количество калибров, их становится только 12. За короткий срок по приказу Петра I создан Петровский пушечно-литейный завод, было отлито 300 новых орудий, причём часть орудий была изготовлена из изъятых в казну и переплавленных церковных колоколов, а часть — из наиболее старых медных и бронзовых бомбард, что повлияло впоследствии на полноту сведений о средневековой российской артиллерии. Пушку «Царь» и ряд других бомбард Пётр повелел не трогать.
Некоторые современные историки считают, что после поражения под Нарвой царь Пётр I предпринимал дипломатические усилия, чтобы прекратить войну. Высказывается мнение, что в 1701—1702 годах при посредничестве сначала австрийцев, а потом французского монарха Людовикa XIV, Пётр I предлагал Карлу XII мирный договор, при котором Россия отказывалась от претензий на прибалтийские земли. Однако инициативы Петра I якобы остались без ответа — шведский король был настроен воинственно и после победы под Нарвой пренебрежительно относился к русской армии. В качестве дополнительной причины провала мирного договора указывается следующее соображение: правительства других стран Европы устраивало то, что воинственный король могущественной Шведской империи посвятил себя войне с далёкой Россией и в ближайшее время вряд ли обратит свой взор на Европу.
В России шла подготовка к войне со шведами. Пётр I принимал меры по срочному восстановлению и строительству укреплений у Пскова, Новгорода и Москвы. Однако вопреки ожиданиям Карл XII принял решение о вторжении в Саксонию и Польшу. На шведском военном совете часть генералов высказалась за наступление на Москву, но Карл XII посчитал, что русская армия слишком слаба, чтобы в ближайшие годы угрожать шведам на севере. Это решение дало царю Петру возможность восстановить силы своей армии после поражения под Нарвой и возобновить наступательные действия на севере.

#### Сражения в Ингерманландии, «Окно в Европу»

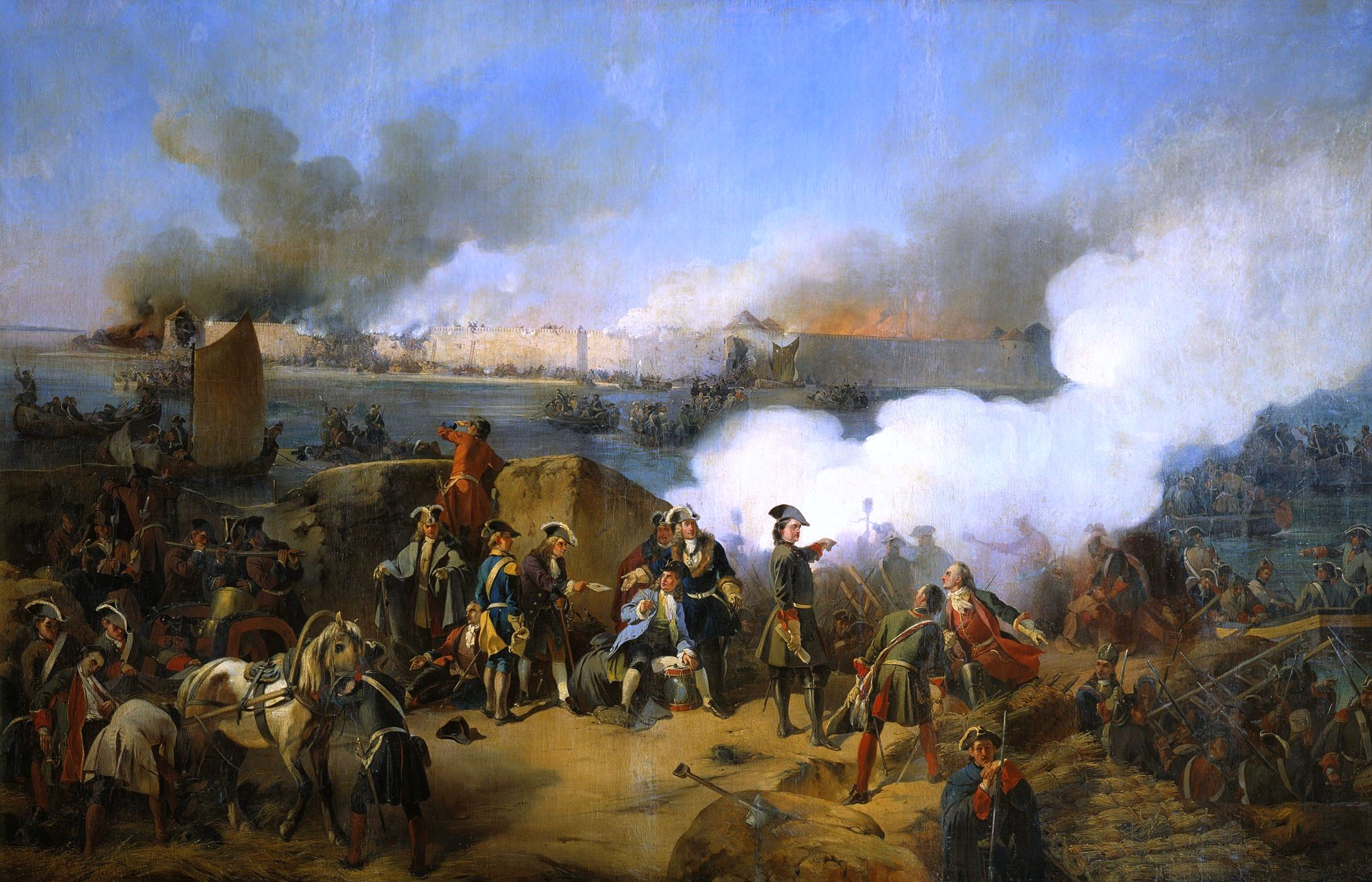
«Штурм крепости Нотебург 11 октября 1702 года». А. Е. Коцебу, 1846 год

Воспользовавшись тем, что основные силы шведов приняли участие в сражениях в Саксонии и Речи Посполитой, Пётр I уже в 1701 году приказал начать новое наступление на севере. Но сначала русским войскам при поддержке населения удалось отразить шведское нападение на Архангельск 25 июня 1701 года в составе 1 шнявы, 2 галиотов и 3 фрегатов с десантом командора Лёве, благодаря героизму Ивана Седунова (Рябова) и Дмитрия Борисова, которые посадили на мель шняву и галеот напротив недостроенной Новодвинской крепости. Пётр I писал об этом Апраксину: «Зело чудесно…, нечаянное счастье… что отразили злобнейших шведов».
Русские войска под командованием Бориса Шереметева вторглись в Шведскую Ингерманландию (Ингрию) и 30 декабря 1701 года одержали свою первую на поле боя победу в Северной войне в битве при Эрестфере. Шведской армией командовал генерал Шлиппенбах. В июле 1702 года русские войска одержали вторую победу над войсками Шлиппенбаха в сражении у Гуммельсгофа.
27 сентября 1702 года русские войска под командованием Шереметева осадили шведскую крепость Нотебург, расположенную у истока Невы из Ладожского озера. 11 октября 1702 года русские войска пошли на штурм и одержали победу. Весной 1703 года после недельной осады русскими войсками была взята крепость Ниеншанц при впадении реки Охты в Неву. 7 (18) мая 1703 года в устье Невы русские солдаты, действовавшие с лодок, захватили два шведских корабля. Этот день считается датой рождения Балтийского флота.
Таким образом, к лету 1703 года русская армия заняла берега на всём течении Невы. Поселение Нотебург, построенное шведами на месте основанной ещё в 1323 году князем Юрием Даниловичем крепости Орешек, Пётр переименовал в Шлиссельбург (ключ-город), а в устье Невы Пётр I 16 (27) мая 1703 года заложил новый город Санкт-Петербург.
Летом 1704 и летом 1705 года русские армия и флот дважды отбили нападения шведского флота и сухопутных войск на Котлин и на Санкт-Петербург.

#### Сражения в Ливонии и Эстляндии
К концу 1703 года Россия контролировала почти всю территорию Ингерманландии. В следующем году русские войска продолжили наступление и под командованием Бориса Шереметева к лету вошли в Ливонию и осадили Дерпт. В июле 1704 года при личном участии Петра I крепость была взята.
Летом 1704 года вторая группа русских войск под командованием генерала Огильви вошла в Эстляндию и осадила Нарву. К концу лета после приезда Петра I из Дерпта и эта крепость была взята. Успешный штурм крепостей продемонстрировал возросшее мастерство и оснащённость русской армии.

### Польская кампания

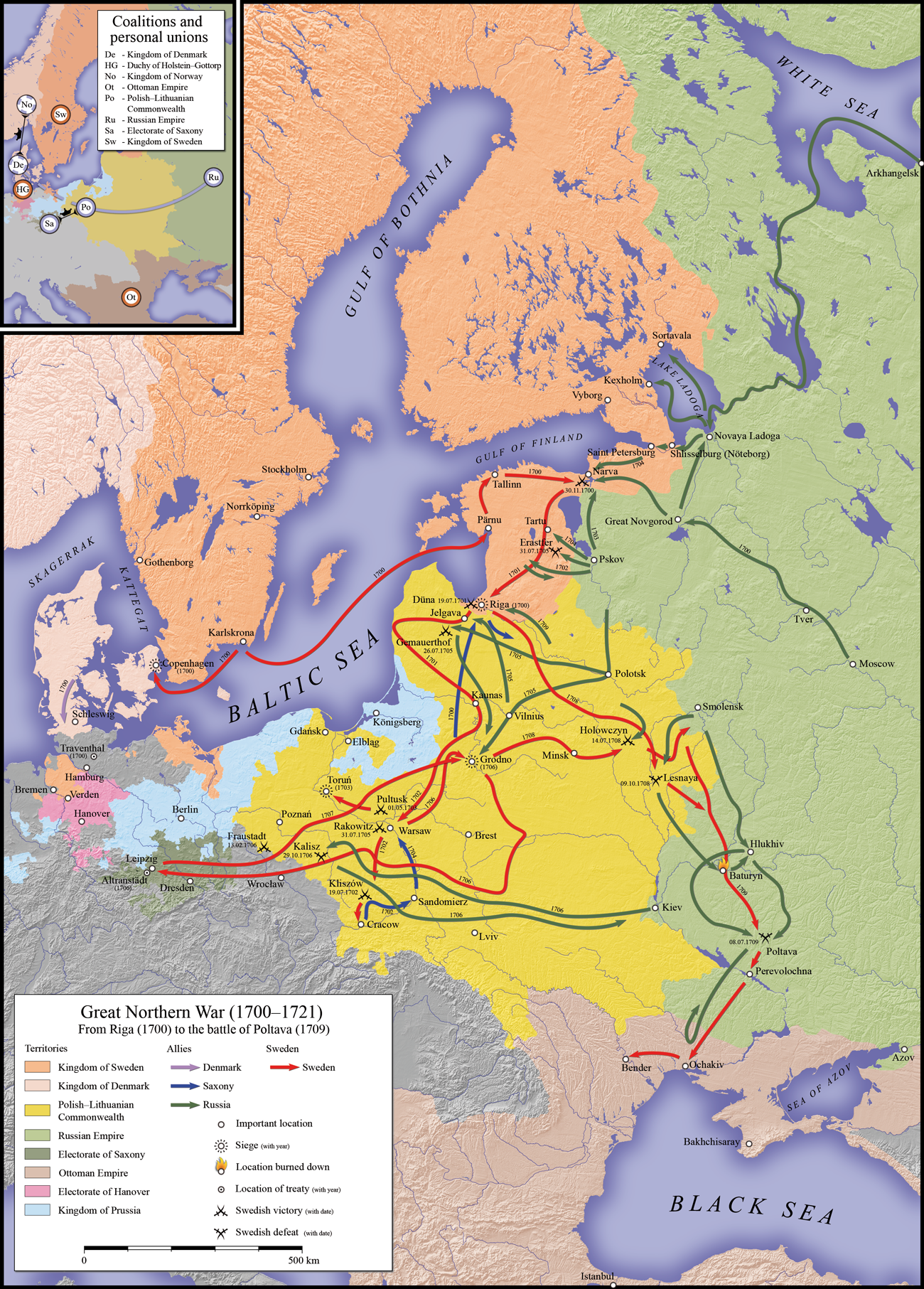
Ход войны в 1700—1709 годах

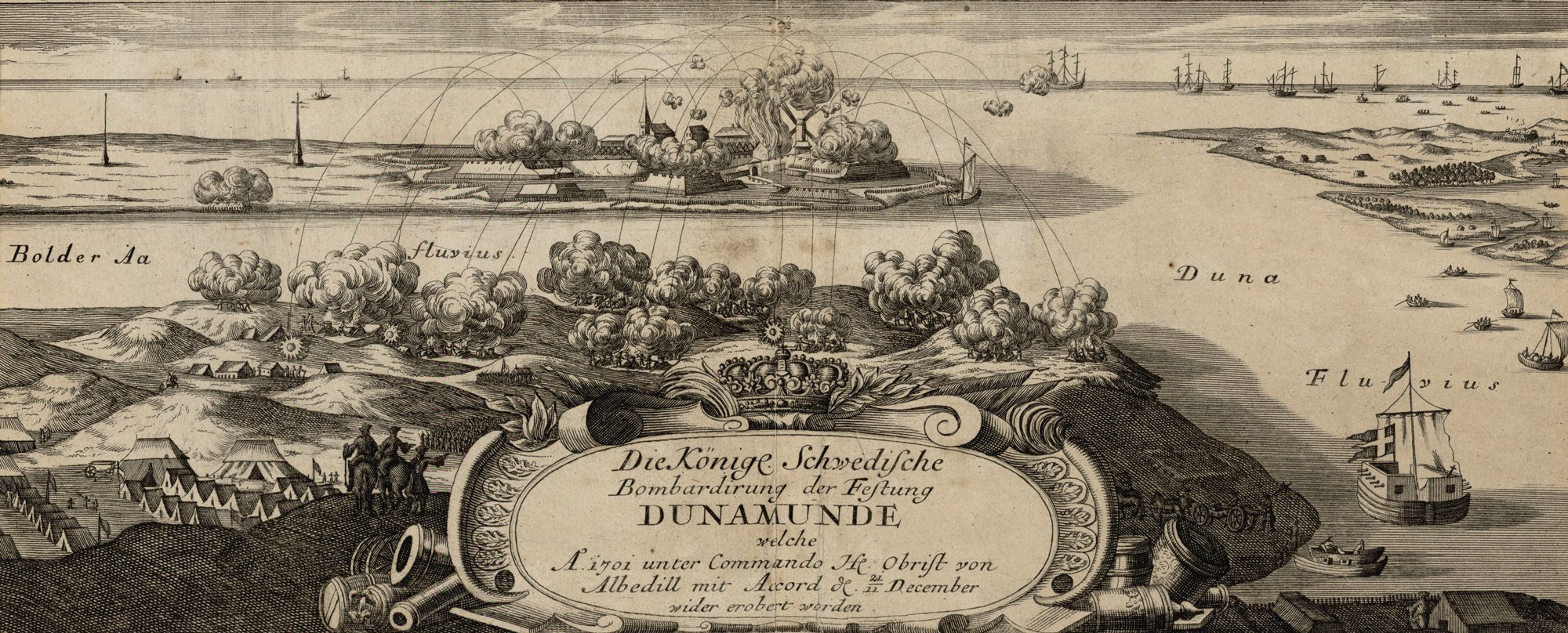
Надпись на гравюре гласит: Бомбардировка Шведскими королевскими (войсками) крепости Дюнамюнде, отвоеванной под командованием полковника фон Альбедилла путем капитуляции 11 декабря 1701 года

В 1701 году Карл XII выступил всеми силами против Августа II. Шведский король намеревался воспользоваться недовольством польской и великолитовской шляхты и сменить Августа II, поставив королём прошведского кандидата, с тем, чтобы полностью контролировать Польшу, превратив Речь Посполитую в буферную зону между шведами и русскими.
В июле 1701 года шведская армия нанесла поражение саксонским войскам Августа II на Западной Двине, отбросив их от Риги. К сентябрю 1701 года шведы заняли Курляндию.
В 1702 году шведская армия вторглась в Польшу и нанесла ряд крупных поражений армии Августа II. В 1702 году была занята Варшава и одержана победа при Клишове, в 1703 году — нанесено очередное поражение саксонской армии при Пултуске, затем после длительной осады взят Торн, а саксонские войска были изгнаны из Польши.
14 января 1704 года часть депутатов сейма низложила Августа II в качестве короля Речи Посполитой. Летом 1704 года новым королём был провозглашён шведский ставленник Станислав Лещинский.
Сторонники Августа II в Польше не признали Станислава Лещинского королём и объединились в 1704 году в Сандомирскую конфедерацию. 19 (30) августа 1704 года был заключён Нарвский договор между Россией и представителями Речи Посполитой о союзе против Швеции; согласно этому договору Речь Посполитая официально вступала в войну на стороне Северного союза. Россия совместно с Саксонией развернула военные действия на польской территории.
31 июля 1705 года союзная польско-саксонская армия под командованием генерал-лейтенанта О. А. фон Пайкуля потерпела поражение при Варшаве. 4 октября Станислав Лещинский был коронован в Варшаве.
В конце 1705 года основные русско-польские силы под командованием царя Петра остановились на зимовку в Гродно. Вскоре царь покинул расположение армии, поручив командование генерал-фельдмаршал-лейтенанту Г. Б. Огильви. В январе 1706 года Карл XII выдвинул в этом направлении крупные силы и блокировал русскую армию в Гродно. Союзники рассчитывали дать бой после подхода саксонских подкреплений. Но 2 (13) февраля шведская армия фельдмаршала К. Г. Реншёльда (8—12 тысяч, без артиллерии) нанесла сокрушительное поражение саксонско-русской армии генерала И. М. фон дер Шуленбурга (до 20 тысяч, 75 орудий) в битве при Фрауштадте.

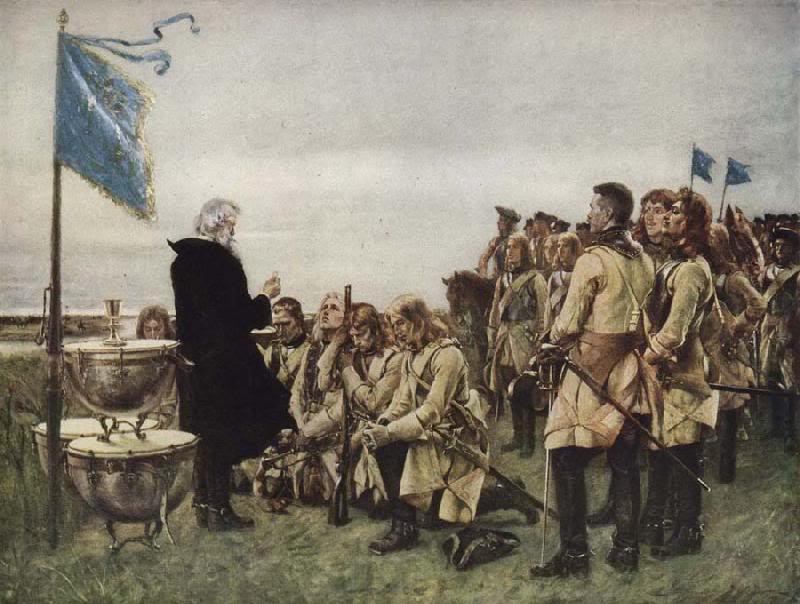
Шведские солдаты перед битвой при Фрауштадте

Оставшись без союзника, русская армия была вынуждена отступить в направлении Киева. Г. Б. Огильви сумел осуществить блестящий манёвр, воспользовавшись вскрытием рек. Отходом русской конницы командовал А. Д. Меншиков. Король Карл только через две недели сумел собрать армию и выступить в преследование. Ввиду весенней распутицы шведская армия застряла в районе Пинских болот, и король отказался от преследования русской армии. Вместо этого он бросил свои силы на истребление крепостей, где находились польские и казацкие гарнизоны. Например, в Ляховичах шведы блокировали отряд переяславского полковника Ивана Мировича. В апреле 1706 года по приказу гетмана Ивана Мазепы к Ляховичам для освобождения Мировича посылался полк Семёна Неплюева, который должен был соединиться с миргородским полком Войска Запорожского полковника Даниила Апостола. В результате боя у Клецка казацкая конница, поддавшись панике, растоптала пехоту Неплюева, и шведы смогли нанести поражение русско-казацким войскам. 1 мая Ляховичи сдались шведам.
13 (24) сентября 1706 года Август II, потерявший большую часть страны, втайне заключил мирное соглашение со Швецией. По договору он отказывался от польского престола в пользу Станислава Лещинского, прекращал союз с Россией и обязывался выплатить контрибуцию на содержание шведской армии.

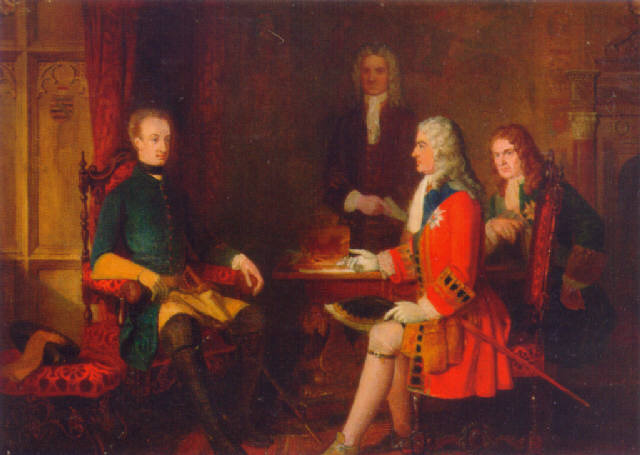
Встреча Карла XII и герцога Мальборо в Альтранштедте весной 1707 года

Король Карл XII простоял с основными силами в Пинске около месяца, пережидая распутицу и подтягивая отставшие полки, затем в начале лета перевёл свою армию в район Дубно—Луцк. Здесь, на незатронутой боевыми действиями и изобильной продовольствием Волыни, армия провела ещё месяц. Карл не последовал к Днепру за русскими войсками, а, опустошив Полесье, в июле 1706 года развернул свою армию против саксонцев. В августе армия короля перешла Вислу и соединилась с войсками Реншильда юго-западнее Варшавы. На этот раз шведы не остановились в Польше, а пройдя через австрийскую тогда Силезию, в начале сентября вторглись уже на территорию самой Саксонии.
Тем не менее, не решаясь объявить о предательстве в присутствии 20-тысячного русского корпуса под командованием Меншикова, Август II вынужден был со своими войсками участвовать в сражении при Калише 18 (29) октября. Битва закончилась полной победой русской армии и пленением шведского командующего Мардефельта. Это сражение стало крупнейшим с участием русской армии с начала войны. Но король Карл XII повелел опубликовать Альтранштедский договор, и несмотря на блестящую победу, Россия лишилась своего последнего союзника.

## Русский поход Карла XII (1708—1709)

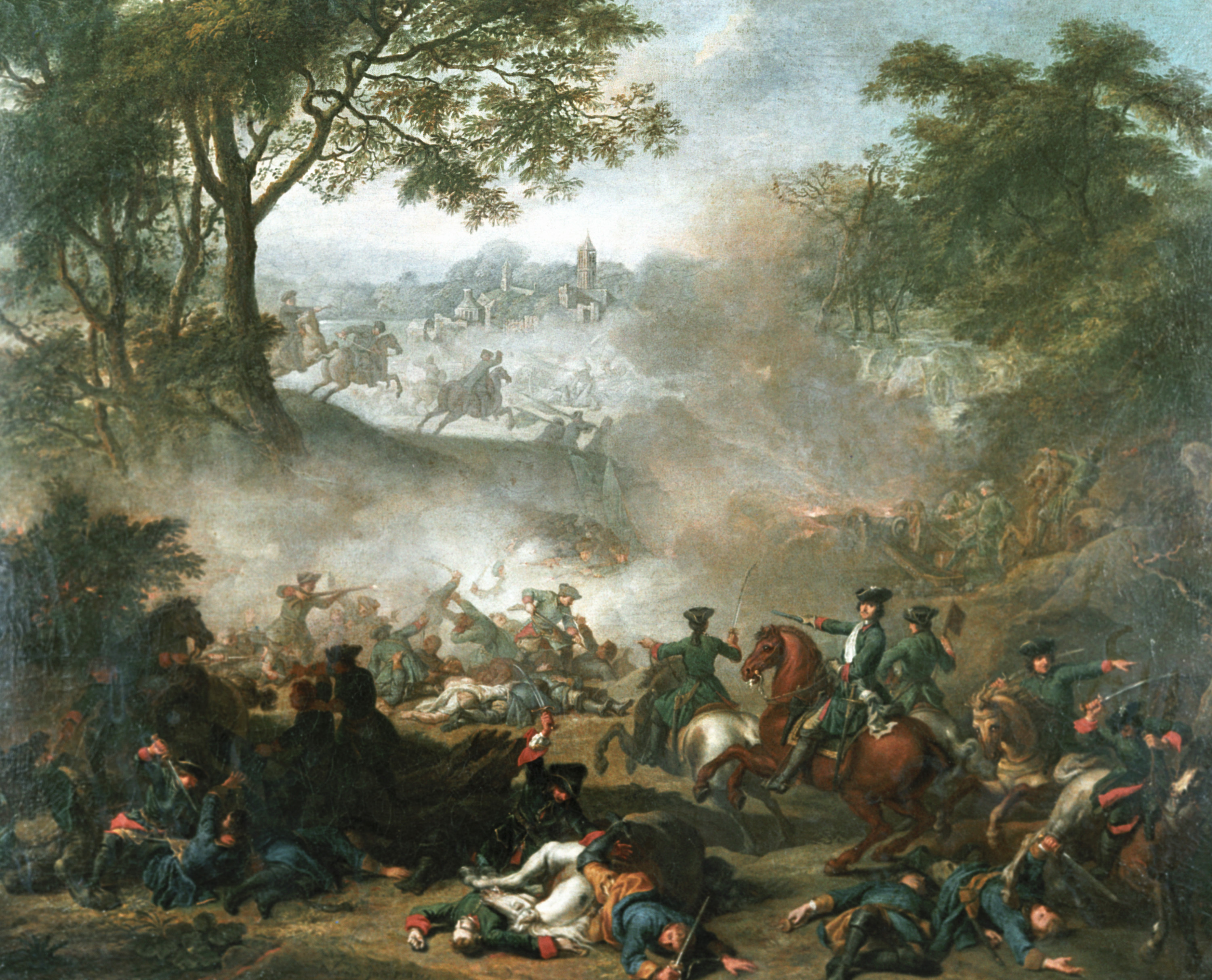
«Сражение при Лесной» Жан-Марк Натье, 1717 год

Весной 1707 года Карл XII готовил свою главную армию, расквартированную в капитулировавшей Саксонии, к походу на Россию. Выступление планировалось в мае-июне. Однако Карл XII оказал дипломатическое давление на Австрию с целью выбить привилегии для шведской торговли в Германии и защитить права протестантов в Силезии. Австрийские войска в это время воевали на два фронта: против Франции и восставших венгров. При таких обстоятельствах 30-тысячная шведская армия в десяти переходах от Вены была очень весомым аргументом, и 31 августа Австрия подписала договор на шведских условиях.
1 сентября 1707 года шведская армия выступила из Саксонии в Польшу. За 11 месяцев пребывания в Саксонии Карлу XII удалось восполнить потери и существенно укрепить свои войска. Перейдя Одер, Карл соединился у Познани с подкреплениями, подошедшими из Швеции. Его армия достигла численности до 35 тыс. человек. Король повёл свою армию к Торуню, около которого в ноябре по льду перешёл Вислу. Окружённый с севера, Меншиков отступил от Варшавы к реке Нарев. Однако главные силы шведской армии совершили тяжёлый переход по фактическому бездорожью через Мазурские болота и в феврале 1708 года вышли к Гродно. Русская армия снова без боя отступила уже к Минску. На этот раз измученная 500 км переходом шведская армия вынуждена была остановиться для пополнения запасов провианта и фуража, подтягивания отставших.

### Летняя кампания 1708 года
В июне 1708 года шведы двинулись в направлении Смоленска. Принято считать, что первоначально они планировали основной удар в направлении Москвы. Петру I не были известны планы противника и направление его движения.
Планы Карла XII отчасти раскрылись в конце июня, когда главные силы шведской армии перешли Березину южнее Борисова, а Левенгаупт с огромным обозом вышел на юг из Риги.
3 (14) июля 1708 года Карл XII одержал победу в битве при Головчине над русскими войсками под командованием генерала А. И. Репнина. Это сражение стало последним крупным успехом шведской армии в России.
Через три дня после победы под Головчином Карл XII занял Могилёв и захватил переправы через Днепр.
Дальнейшее продвижение шведской армии замедлилось из-за тактики выжженной земли, применённой русскими. Были сожжены десятки белорусских селений, и шведам пришлось передвигаться по опустошённой местности, испытывая острый дефицит провизии.
Простояв три недели у Могилёва, шведская армия двинулась на юго-восток к Рославлю, чтобы обойти полосу опустошения перед Смоленском и создать угрозу с тыла русской армии, сосредоточенной у села Горки. Пётр отвёл армию к Мстиславлю. На реке Сож у Черикова войска Карла XII обнаружили кавалерию Меншикова. Шведам стало понятно, что за Сожем достать провиант им не удастся.
22 августа шведские войска повернули на северо-восток к Смоленску. Пётр уводил пехоту и обозы на восток и северо-восток, а русская кавалерия все сильнее тревожила шведов. 30 августа у села Доброе под угрозой разгрома оказался шведский авангард. А 9 сентября в стычке у Раёвки под угрозой гибели или плена оказался сам Карл XII.
Шведской армии нужны были запасы продовольствия на шесть недель и артиллерия, чтобы идти к Москве, а Левенгаупта с обозом или достоверных вестей о его местонахождении все не было.
Шведско-финские войска численностью 12 тысяч человек под командованием Георга Либекера в это время отправились на север с целью захвата Санкт-Петербурга и близлежащих портов, а также уничтожения русского флота: Карл рассчитывал растянуть русские силы и ослабить их, чтобы суметь нанести решающий удар. Либекер направил 14 тысяч солдат и 22 военных корабля для осуществления этой задачи.
В Ингерманландии располагались русские войска численностью 24 500 человек под командованием Фёдора Апраксина. Для защиты Санкт-Петербурга Апраксин укрепился на берегу Невы с отрядом численностью 8 тысяч человек: патрулирование осуществляли многочисленные дозоры и суда.
29 августа (9 сентября) 1708 года произошёл бой у Невы. Шведские войска, пытавшиеся сходу захватить Санкт-Петербург, потерпели неудачу и из-за серьёзной нехватки припасов вынуждены были отступить.

### Осенне-зимняя кампания 1708—1709 годов
11—13 сентября 1708 года в небольшом смоленском селе Стариши — крайней восточной точке движения шведской армии при вторжении в Россию — состоялся военный совет с участием короля и его генералов. Решался вопрос о дальнейшем движении шведской армии: через Смоленск прямо на Москву или на юг на территорию современной Украины. Без тяжёлой артиллерии осада или штурм укреплённого Смоленска выглядели бесперспективными. Движение по опустошённой местности на Москву без обоза Левенгаупта, который все не мог нагнать главные силы, грозило шведской армии голодной смертью. Вследствие болезней и плохого обеспечения питанием и амуницией шведская армия нуждалась в отдыхе. Поэтому, учитывая обещания Мазепы и его заверения в поддержке населения гетманщины, было выбрано движение на территорию современной Украины.

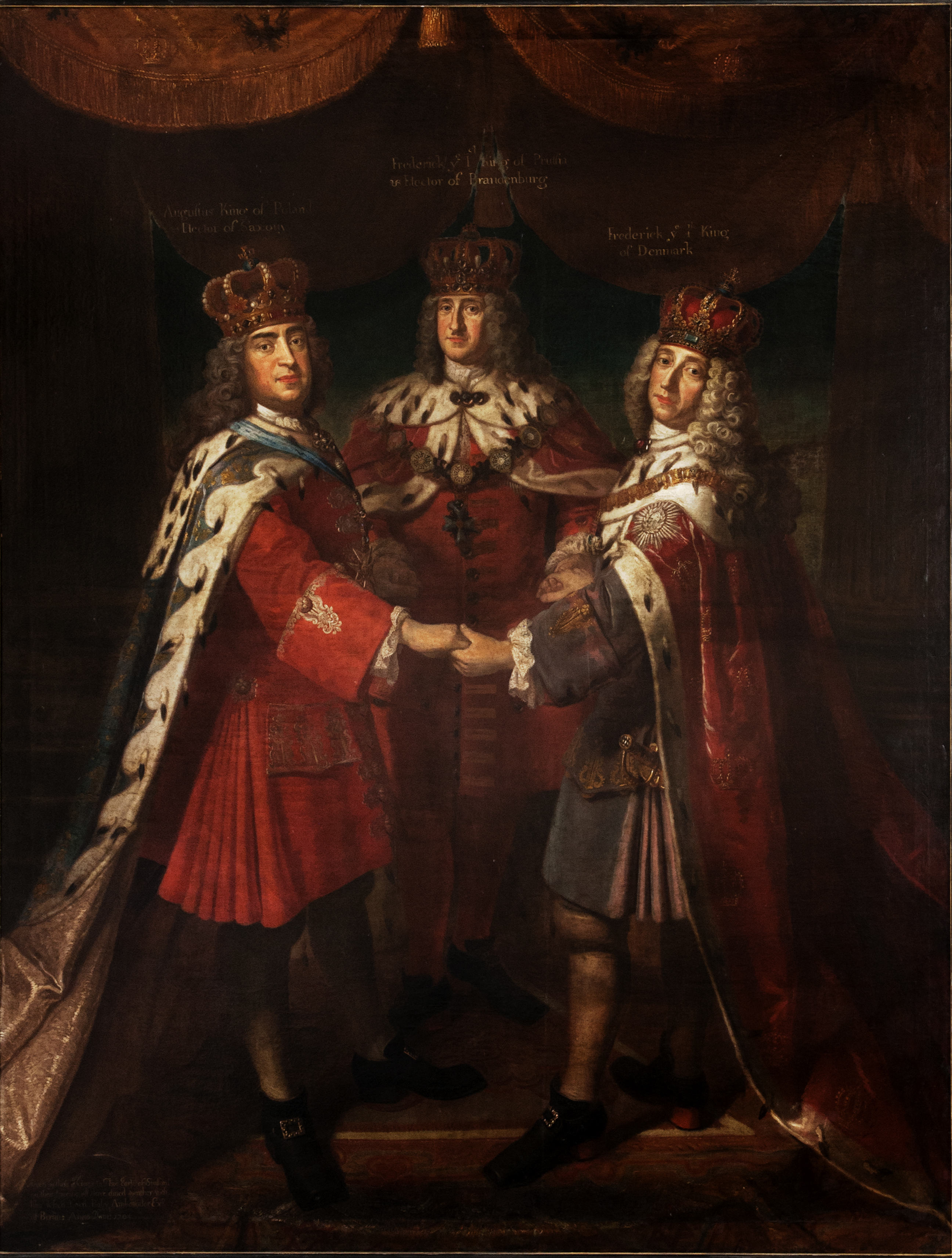
В 1709 году короли Пруссии, Дании и Польши собрались в Потсдаме и заключили антишведский союз

Внезапный захват Стародуба и других северских городов, по мнению шведских генералов, должен был решить, хотя бы на время, проблему снабжения армии провиантом и кормом для лошадей. Далее, после взятия под контроль среднего течения Десны, базой снабжения и надёжным тылом для наступления на Москву с юго-запада должна была стать подконтрольная Мазепе Гетманщина. План обхода Смоленска с юга начал складываться у Карла, возможно, уже в Могилёве. Поэтому бросок от Доброго к Старишам можно считать последним отвлекающим манёвром перед решающим ударом. Да и Левенгаупт получил указание вести свой корпус не к Смоленску, а к Пропойску.
17 сентября царь Пётр получил сведения, что шведы переходят Сож у Кричева и разведывают дороги на Стародуб и Почеп. На военном совете было принято решение разделить русскую армию: Шереметев уходил с главными силами параллельно армии шведского короля на юг к Брянску, Боур с конницей должен был тревожить тылы Карла XII, а Пётр и Меншиков с наиболее мобильными частями направлялись на поиск и перехват Левенгаупта.
В конце сентября шведский король с главной армией перешёл реку Ипуть, но узнал, что русские его опередили. В Почеп, Мглин и Стародуб Шереметев ввёл сильные гарнизоны, а извещённые о приближении шведов крестьяне с запасами на зиму и скотиной разбежались подальше от дорог по глухим лесам и болотам. Путь на Москву для шведской армии снова был перекрыт зоной опустошения, отбирать провиант и фураж было не у кого.
28 сентября (9 октября) 1708 года в битве у деревни Лесной войска Петра I разгромили корпус Левенгаупта, двигавшийся из Риги, чтобы присоединиться к главной армии Карла. Это была не просто победа над шведскими войсками — царь Пётр назвал её «матерью Полтавской баталии». Пётр Алексеевич лично командовал одной из двух колонн «летучего» корпуса русской армии — корволанта. Под его командованием находились Преображенский и Семёновский полки, батальон Астраханского полка и три драгунских полка. Другой колонной (левой) командовал генерал А. Д. Меншиков. Неприятельский корпус был настигнут близ деревни Лесной. Шведскому военачальнику пришлось принимать бой, который начался с атаки русских. Пётр I с приходом свежей драгунской конницы отрезал противнику дорогу на Пропойск и усилил натиск на шведов. Вечером сражение прекратилось из-за наступивших сумерек и начавшейся вьюги, которая слепила глаза. Левенгаупту пришлось уничтожить остатки своего огромного обоза (бо́льшая часть его стала русской добычей), и только половина его корпуса, преследуемые русской кавалерией, сумели добраться до королевского походного лагеря.
Общие потери шведов составили 8,5 тысяч убитыми и ранеными, 45 офицеров и 700 солдат попали в плен. Трофеями русской армии стали 17 орудий, 44 знамени и около 3 тысяч повозок с провиантом и боеприпасами.
После получения первых известий о неудаче под Лесной Карл XII приказал 10 октября выступить далее на юг в направлении Десны. Уже по пути к основной армии присоединились остатки корпуса Левенгаупта — генерал смог привести всего лишь около 6 тысяч солдат.
В октябре 1708 года стало известно об измене гетмана Ивана Мазепы. Гетман Мазепа состоял в переписке с Карлом XII и обещал ему, в случае прибытия на территорию гетманщины, 50-тысячное казацкое войско, продовольствие и удобную зимовку. 28 октября 1708 года Мазепа во главе отряда казаков прибыл в ставку Карла.
Из многотысячного украинского казачества Мазепе удалось привести всего около 5 тысяч человек. Это было связано с тем, что Мазепа слишком медлил с оглашением своего решения народу. Пётр опередил его и первым огласил о предательстве Мазепы. Поэтому гетмана поддержали только запорожцы.
Вместо обильных припасов, которые Мазепа собрал в Батурине, шведская армия нашла там пепелище, так как Меншиков на три дня опередил авангард Карла XII, взял Батурин и ускользнул от подходивших шведов, уничтожив все, что не смогли забрать его полки.
Для полуголодной шведской армии оставался только один путь — все дальше на юг, в ещё не разорённые войной районы, где можно было в достаточном для армии количестве отбирать продовольствие у населения.
17 ноября 1708 года Карл XII с армией вошёл в Ромны, здесь впервые после Могилёва шведы получили продолжительный отдых и нормальное питание. Тем временем Пётр разместил свою ставку в Лебедине. Другая часть русской армии расположилась в Сумах.
В середине декабря Карл XII решил взять инициативу в свои руки, отправив отдохнувшие войска к Гадячу, в окрестностях которого началась концентрация русской армии. Тем временем шведы были выбиты из Ромен. Почти всю зиму шведская армия провела в походе, потеряв тысячи солдат из-за лютых холодов и в бессчётных мелких стычках. 11 февраля сражавшийся в первых рядах наступавшей кавалерии король вновь оказался под угрозой плена, когда потеснённый от Краснокутска Меншиков получил у Городнего подкрепление и контратаковал шведов. После сражений у Краснокутска и Городнего Карл XII двинул армию вновь на юг. 13 февраля, достигнув Коломака (83 км от Харькова), Карл приказал армии повернуть назад к Опошне на Ворскле, так как русские начали планомерно выдавливать шведские гарнизоны с Гетманщины, угрожая отрезать шведов от Днепра. В итоге, до наступления весенней распутицы ни навязать Петру генеральное сражение, ни открыть дорогу для наступления на Москву у Карла не получилось. На помощь королю в его армию пришли около 7 тыс. запорожских казаков.
Отрезанная от баз снабжения шведская армия к весне 1709 стала испытывать недостаток боеприпасов —— ручных гранат, пушечных ядер, свинца и пороха. Мазепа указал, что военные припасы, собранные на случай войны с Крымом или Турцией, в большом количестве находятся в крепости Полтава.

### Полтава
6 ноября 1708 года на собрании казацкой старшины в Глухове новым гетманом был избран стародубский полковник И. И. Скоропадский.

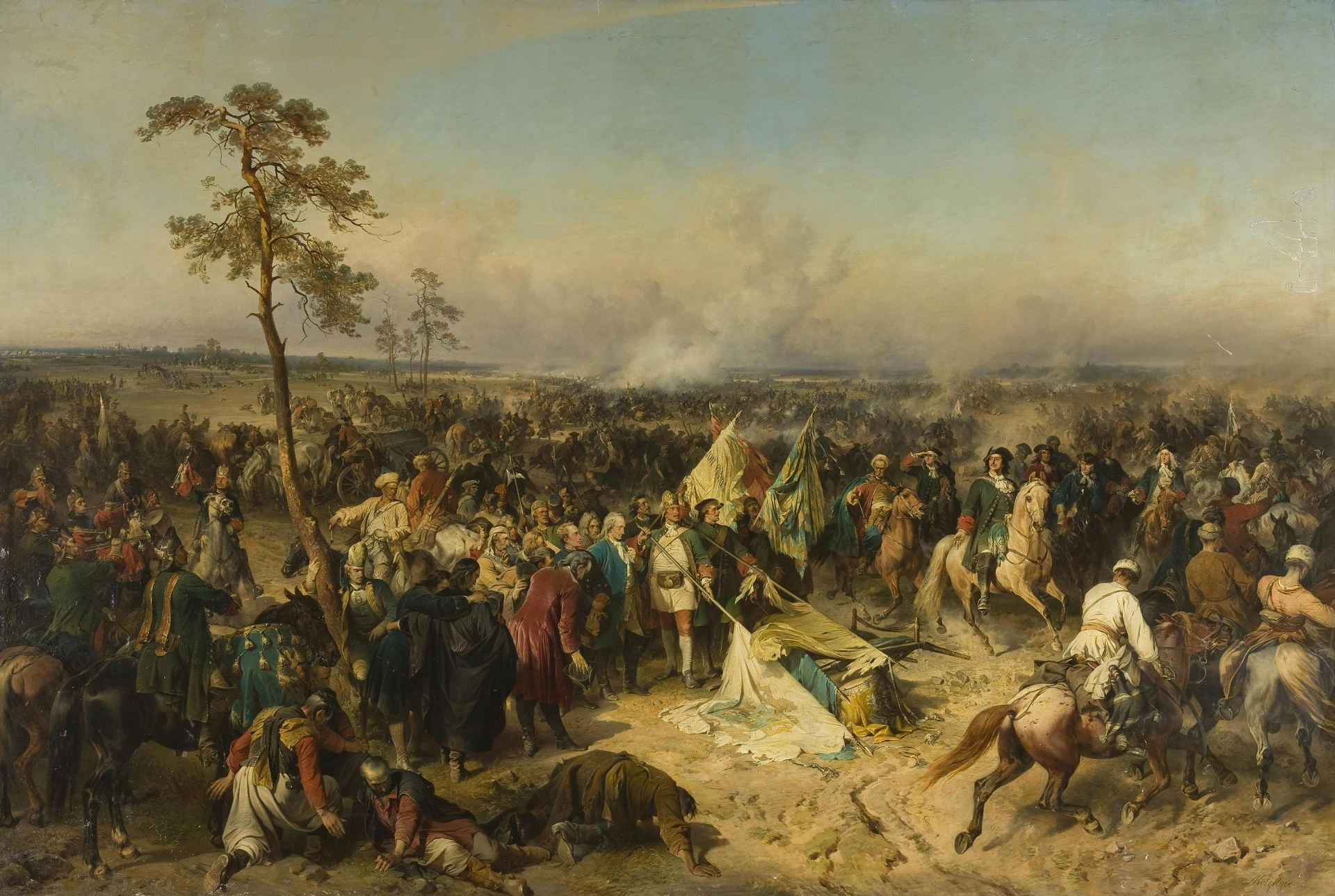
«Полтавская битва», А. Е. Коцебу

Несмотря на то, что шведская армия сильно пострадала во время холодной зимы 1708—1709 годов, Карл XII стремился к генеральному сражению, так как его армия «таяла» в мелких стычках.
Весенняя распутица создала двухмесячную паузу в боевых действиях. 25 апреля началась осада Полтавы, но взять крепость, несмотря на серьёзные потери (почти 6 тысяч человек), шведы не смогли. 15 мая русским войскам под командованием Меншикова удалось переправить подкрепления и боеприпасы в осаждённый город. Теперь в фактическом окружении оказалась уже шведская армия, из расположения которой осмелевшие казаки начали регулярно воровать пасшихся лошадей. Вскоре стало известно о поражении 13 (24) мая у деревни Лидухово (около городка Подкамень) двигавшегося к Днепру литовского гетмана Яна Сапеги (сторонника Станислава Лещинского). Сам Лещинский и бывшие при нём 6 шведских полков генерал-майора Крассова после этого отступили на западный берег Вислы, что перечеркнуло надежды Карла XII на подкрепления из Польши.
Пётр прибыл к войскам 4 июня и, убедившись в безынициативности обессилевших шведов, отдал приказ готовиться к решающему бою. С 15 (26) июня по 20 июня (1 июля) русская армия осуществила переход на западный берег реки Ворсклы севернее Полтавы и начала сближение со шведской для завязки генерального сражения. Оно произошло 27 июня (8 июля) 1709 года близ Полтавы, где продолжал стоять Карл XII, тщетно ожидая помощи от турок или поляков.
Русской армии, благодаря успешным действиям под Калишем и Лесной, удалось создать и закрепить подавляющее численное преимущество в людском составе и артиллерии. В армии Петра I было 57 тыс. человек, 282 орудия и 23 тыс. калмыков, донских и украинских казаков — всего около 80 тысяч человек, а у Карла XII — 26,6 тыс. человек, 10 тыс. казаков и 41 орудие (снаряды были только для 4) при крайней ограниченности пороха и без каких-либо надежд на подход резервов. Численное превосходство русской армии было ещё более усилено тактически грамотным выбором поля боя (лес препятствовал широкому фланговому охвату, если бы шведы на него решились) и его заблаговременной фортификационной подготовкой — в форме буквы Т были построены редуты, огонь с которых поражал шведов с флангов и в лоб при попытке их обойти. Шведы вынуждены были брать редут за редутом, что не только уменьшало их силы, но и давало теоретически хуже управляемым главным силам русских время на безопасное боевое развёртывание
После разгрома под Полтавой армия шведов бежала к Переволочной — переправе у впадения Ворсклы в Днепр. Но переправить армию через Днепр оказалось невозможно. Тогда Карл XII передал командование своей армии Левенгаупту и вместе с Мазепой и 2 тыс. солдат и казаков бежал в Очаков.
30 июня (11 июля) 1709 года шведская армия была окружена войсками под командованием Меншикова и капитулировала. На берегах Днепра у Переволочны русскому 9-тысячному отряду в плен сдались 16 947 деморализованных вражеских солдат и офицеров во главе с генералом Левенгауптом. Всего же в результате Полтавской битвы Швеция потеряла более 9000 человек убитыми и раненными и 18000 пленными, потери России составили не менее 1572 человек убитыми и 3290 ранеными. Казаки, захваченные на стороне шведов, были казнены. Трофеями победителей стали 28 орудий, 127 знамён и штандартов и вся королевская казна. Испытанная в походах по Северной Европе королевская армия Швеции перестала существовать.
Укрываясь в Османской империи, Карл XII старался убедить султана Ахмеда III начать войну против России.
За участие в Полтавской битве государь Пётр I удостоил Меншикова, одного из командующих разгромом королевской армии Швеции, звания генерал-фельдмаршала.

## Военные действия 1710—1718 годов

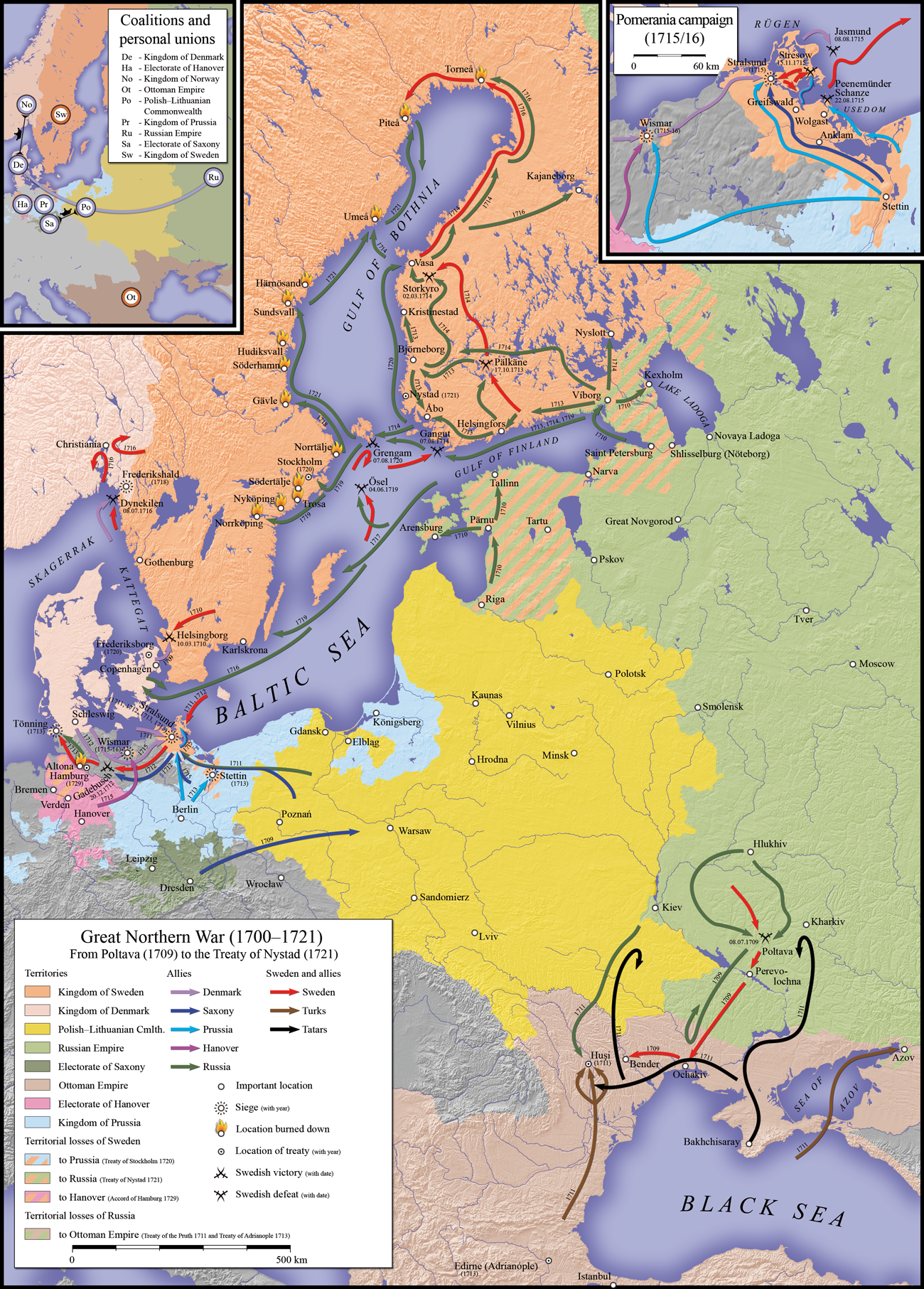
Ход войны в 1709—1721 годах, и территориальные изменения по её итогам

После победы под Полтавой Петру I удалось восстановить Северный союз. 9 октября 1709 года в Торуни подписан новый союзный договор с Саксонией, 11 октября — заключён новый мирный договор с Данией, по которому она обязалась объявить войну Швеции, а Россия — начать военные действия в Прибалтике и Финляндии.
В кампании 1710 года саксонская армия под командованием фельдмаршала Г. Б. Огильви осадила Данциг, а датская армия приступила к Хельсинборгу, но 28 февраля потерпела под ним тяжёлое поражение от армии генерала Магнуса Стенбока и была изгнана из Сконе.

### Завоевание русскими части Прибалтики (1710)
В кампании 1710 года русская армия генерал-фельдмаршала Б. П. Шереметева после долгой осады (232 дня) взяла Ригу, после чего заняла другие прибалтийские крепости (Эльбинг, Дюнамюнде, Пернов, Ревель), завершив, таким образом, завоевание Эстляндии и Лифляндии.
Одновременно корпус генерал-адмирала Ф. М. Апраксина в присутствии царя Петра I занял Выборг, после чего отдельный отряд генерал-майора Р. В. Брюса занял Кексгольм.

### Прутский поход (1711)
В конце 1710 года Пётр получил сообщение о подготовке турецкой армии к войне с Россией. В начале 1711 года он объявил войну Османской империи и начал Прутский поход. Кампания окончилась полной неудачей: Россия уступила Турции Азов и Запорожье, разрушила укрепления Таганрога, сожгла Азовскую флотилию, полностью потеряла выход в Азовское море. Однако Османская империя не вступила в войну на стороне Швеции.
В то же время основные силы русской армии оказались отвлечены от боевых действий против шведов; на Прутский поход оказались потрачены многочисленные ресурсы.

### Кампания вПомерании(1711—1715)
К 1711 году в континентальной Европе под властью шведов оставались только Померания, а также владение Бремен-Верден.
Державы Великого союза (Австрия, Англия и Нидерланды) не были заинтересованы в расширении границ театра Северной войны и 20 марта 1710 года подписали в Гааге акт о северном нейтралитете. Эти страны призвали противников Швеции не вторгаться в шведские владения на севере Германии, в свою очередь они давали гарантию, что шведский корпус не будет увеличиваться количественно и не будет участвовать в войне.
22 июля 1710 года в Гааге была подписана конвенция, которая предусматривала создание специального корпуса в составе английских, голландских и австрийских войск (15,5 тысяч пехоты и 3 тысячи конницы), предназначенного для наблюдения за сохранением нейтралитета.
Условия трактата являлись более чем благоприятными для Швеции, однако шведский король Карл XII категорически отказался от нейтрализации шведских земель в Германии. Соответственно, в мае 1711 года Пётр I отправил английской королеве мемориал, в котором говорилось, что поскольку Карл XII не намерен сохранять нейтралитет и шведские войска, находящиеся в Померании, ждут лишь сигнала, чтобы вторгнуться в Польшу или Саксонию, то желательно соединить силы членов Великого и Северного союзов для совместных действий. Если члены Великого союза не согласны с этим предложением, то пусть они «не за зло примут» действия России и её союзников против шведов в этих областях.
3 августа 1711 года союзные державы подписали соглашение, которым обязывались не препятствовать вступлению войск северных союзников в Померанию. Дания и Саксония, в свою очередь, обязывались не отзывать свои воинские контингенты на службе у Великого союза, который продолжал войну с Францией (война за испанское наследство).
В августе—сентябре 1711 года союзные датские и саксонские войска (плюс несколько русских драгунских полков) вступили в Померанию и приступили к осаде Висмара и Штральзунда, однако, не имея осадной артиллерии, вынуждены были отступить; под Висмаром оставлен был 6-тысячный датский корпус.
В марте 1712 года в Померанию направлена русская армия под командованием генерал-фельдмаршала А. Д. Меншикова. После его прибытия силы союзников в Померании составили 85 тысяч человек: 48 тысяч русских, 27 тысяч датчан и 10 тысяч саксонцев. 31 марта в Кольдинге союзникам удалось, наконец, согласовать план военных действий, согласно которому следовало высадить десант на острове Рюген и осадить Штральзунд. Русское командование, чтобы не разрывать тыловые коммуникации, было заинтересовано в первую очередь во взятии Штеттина.
Желая привлечь к союзу против Швеции Пруссию, в сентябре 1712 года Пётр I заключил договор об уступке Штеттина Пруссии. Тогда же было заключено соглашение с Августом II о передаче саксонцам Эльбинга, уже захваченного русскими войсками.
Летом 1712 года Пётр I прибыл в лагерь русских войск в Померании, но его призывы не изменили ситуацию — союзники по-прежнему оставались пассивными. В сентябре 1712 шведы сами перешли к активным действиям и высадили на остров Рюген 10 тысяч пехоты и 1800 кавалерии под командованием генерала Стенбока. Вскоре Стенбок переправил свои войска через узкий пролив между Рюгеном и Померанией и, оставив в крепости Штральзунд двухтысячный гарнизон, двинулся к Мекленбургу. 3 ноября шведы овладели Ростоком, после чего датчане сняли осаду Висмара.
20 декабря 1712 союзная датско-саксонская армия потерпела от Магнуса Стенбока новое поражение при Гадебуше. Подошедшая русская армия заставила Стенбока укрыться в гольштейнской крепости Тённинг. Исчерпав все возможности сопротивления, фельдмаршал Стенбок в мае 1713 года капитулировал, но сами голштинцы сдали крепость только в феврале 1714 года.
В июне 1713 года состоялся военный совет союзников в Ванцбеке, на котором они приняли решение осадить Штральзунд силами саксонских и русских войск и захватить остров Рюген. Русские войска должны были осадить также Штеттин, «чтобы оную Штетинскую крепость одними российскими войсски доставать». Август II обещал доставить к крепости осадную артиллерию.
Осаждённый Штеттин пал 18 сентября 1713 года.
А. Д. Меншиков заключил с Пруссией мирный договор. В обмен на нейтралитет и денежную компенсацию Пруссия получила Штеттин, а Померания была разделена между Пруссией и Голштинией (союзницей Саксонии).
В 1714 году высланный из Османской империи шведский король Карл XII вернулся в Швецию и сосредоточился на войне в Померании. Центром военных действий стал Штральзунд.
1 мая 1715 года в ответ на требование о возвращении Штеттина и других территорий Пруссия объявила Швеции войну.
Датский флот одержал победу у Фемарна, а затем у Бюлка. После этого Пруссия и Саксония заключили с Данией союзный договор.
23 декабря союзная армия под командованием прусского генерал-фельдмаршала Леопольда Анхальт-Дессау взяла Штральзунд, который обороняли король Карл XII и генерал от кавалерии К. Г. Дюкер.

### Финская кампания

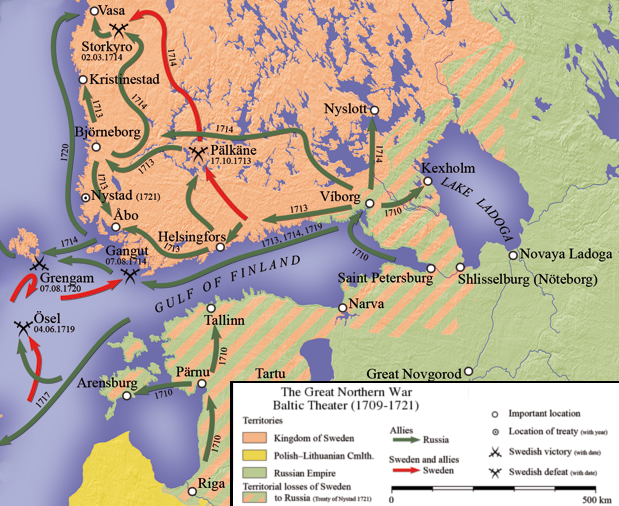
Кампания на Балтике

В 1713 году русская армия вторглась в Финляндию, при этом впервые в боевых действиях большую роль стал играть русский флот. 10 мая после обстрела с моря сдался Гельсингфорс, затем без боя был взят Брег.
28 августа десант под командованием Ф. М. Апраксина занял столицу Финляндии — Або.
А 26 июля (6 августа) — 27 июля (7 августа) 1714 года в Гангутском сражении русский флот одержал первую крупную победу на море.
На суше русские войска под командованием князя М. М. Голицына нанесли поражение шведам у р. Пялькане (1713), а затем при Лаппола (1714). Все южное побережье Финляндии было занято русскими войсками.

### Кампания в Норвегии
В 1716 году Карл XII вторгся в Норвегию. 25 марта была взята Христиания, но штурм приграничных крепостей Фредриксхальда и Фредрикстена провалился. Когда в 1718 году Карл был убит, шведы были вынуждены отступить. Столкновения между датчанами и шведами на границе с Норвегией продолжались вплоть до 1720 года.

## Заключительный период войны (1718—1721)
На события последнего периода Северной войны оказало большое влияние радикально изменившаяся в 1716—1717 годах внешнеполитическая ситуация в Европе. Разлад между союзниками, стремление ряда из них за счёт русских войск получить территориальные приобретения или политические выгоды, усиливавшееся противодействие России со стороны ряда ведущих держав (прежде всего Англии и Франции) затянули Северную войну ещё на пять лет.
В мае 1718 года открылся Аландский конгресс, призванный выработать условия мирного договора между Россией и Швецией. Однако шведы всячески затягивали переговоры. Этому способствовала и позиция других европейских держав: Дании, опасавшейся заключения сепаратного мира между Швецией и Россией, и Англии, король которой Георг I одновременно являлся правителем Ганновера.
30 ноября (11 декабря) 1718 года при осаде Фредриксхальда был убит Карл XII. На шведский престол вступила его сестра — Ульрика Элеонора. При ней позиции Англии при шведском дворе усилились.
С целью усиления давления на Швецию в июле 1719 года русский флот под командованием Апраксина провёл высадку десантов на побережье Уппланда, которые совершили рейды в районе. Особенно пострадал город Норртелье, который был почти полностью сожжён.
Однако Швеция не оставляла надежд использовать в свою пользу изменение политический ситуации в Северной Европе и 9 ноября 1719 года подписала союзный договор с Англией и Ганновером. Последнему были уступлены Бремен и Ферден. В Балтийское море прибыла английская эскадра адмирала Норриса, не вмешивавшаяся в военные действия, но постоянно находившаяся в районах боевых действий шведского и русского флотов для оказания давления на последний. Весь 1720 год шведы подписывали в Стокгольме мирные договоры с противниками:
- 7 января был заключён мир с Саксонией и Речью Посполитой.
- 1 февраля Швеция помирилась с Пруссией и окончательно уступила ей владения в Померании (за исключением оккупированных Данией территорий).
- 14 июля шведы заключили мир с Данией, которая получила небольшие территории в Шлезвиг-Гольштейне, денежную контрибуцию и возобновила сбор пошлины со шведских судов за проход через Зундский пролив.

Тем не менее в 1720 году рейд на шведское побережье повторён под командованием бригадира Менгдена, а 27 июля (7 августа) гребным русским флотом была одержана победа над парусным шведским флотом в сражении при Гренгаме. Шведский отряд (один 52-пушечный линейный корабль, 4 фрегата, несколько мелких судов, в бою не участвовавших) под прикрытием английской эскадры вышел в море, чтобы перехватить и уничтожить русский гребной флот, занятый высадкой десантов. 61 русская скампавея и 29 лодок (в совокупности 52 пушки) под командованием генерала (не адмирала — специфика гребного флота) М. М. Голицына притворным отступлением заманили шведов в узкий пролив, после чего неожиданно бросились в атаку. При попытке развернуться 4 фрегата один за другим сели на мель и были взяты на абордаж после упорного 4-часового боя. Спастись удалось лишь линейному кораблю при помощи умелого манёвра — разворачиваясь, он отдал якорь, сразу лёгший на грунт, и тут же обрубил канат — развернуться удалось на месте. Шведы потеряли 103 человека убитыми и 407 пленными, русские — 82 убитыми и 246 ранеными. Кроме того, 43 скампавеи были так повреждены шведской артиллерией, что их не стали чинить, а сожгли сами русские — учитывая поточный метод строительства скампавей и приобретение 4 фрегатов, потеря не была серьёзной. Но главное — англичане, на глазах у которых 4 фрегата, имевшие в совокупности 104 орудия, были пленены, а линейный корабль близок к пленению, наглядно убедились в слабости парусного флота против шхерного русского. Своего гребного флота англичане не имели, русская торговля на Балтике имела микроскопические размеры, иными словами, англичане не имели никаких перспектив оказать какое-либо давление на Россию, не ввязываясь в серьёзную войну на суше. Вскоре английская эскадра покинула Балтику. Гребной флот в первый раз после битвы при Лепанто 1571 года продемонстрировал своё стратегическое значение.
8 мая 1721 года[по какому календарю?] начались новые переговоры о мире с Россией в Ништадте. 30 августа (10 сентября) 1721 года был подписан Ништадтский мирный договор.

## Комплектование армий

### Россия
Набор в армию начался осенью 1699 года по указу Петра I. Первые годы укомплектование армии происходило как за счёт добровольцев, так и за счёт даточных людей возрастом от 15 лет и старше, при этом жена и дети взятого на службу из крепостных освобождалась от крепостной зависимости. За 1699 и 1700 годы было набрано 33 тыс. человек, 1100 из них были направлены на укомплектование флота, а остальные — на комплектование армии, где из новобранцев было сформировано 27 пехотных полков и два драгунских полка. Далее в таблице:
| Год                | Условие                       | Пополнение, тысяч |
| ------------------ | ----------------------------- | ----------------- |
| 1701               | -                             | 33,51             |
| 1702               | Поволжье                      | ~2                |
| 1703               | посадские люди                | 11                |
| даточные люди      | 8—10                          |                   |
| 1704               | ямщики 1 чел. / 2 дворов      | -                 |
| 1705               | 1 чел. / 80 дворов            | 1 (конница)       |
| рекрутские наборы  |                               |                   |
| 1705               | 1 чел. / 20 дворов, 15—20 лет | 44,5              |
| 1706               |                               |                   |
| осень 1707         | 1 чел. / 20 дворов            | 12,5              |
| ноябрь 1708        | 20—30 лет                     | 11,3              |
| ноябрь 1709        | 1 чел. / 20 дворов            | 15                |
| октябрь 1710       | 1 чел. / 20 дворов            | 17                |
| 1711               | несколько наборов             | 52                |
| 1713               | 1 чел. / 40 дворов            | 37                |
| 1 чел. / 50 дворов |                               |                   |
| несколько наборов  | 1,2 (флот)                    |                   |
| 1715               | 1 чел. / 75 дворов            | 11                |
| 1717               | 1 чел. / 100 дворов           | -                 |
| 1718               | 1 чел. / 79 дворов            | 15                |
| 1719               | 1 чел. / 89 дворов            | 14                |
| 1720               | -                             | 4                 |
| 1721               | 1 чел. / 83 двора             | 20                |

## Итоги войны
Россия отвоевала побережье Балтийского моря, вернув потерянные в прежних войнах земли и захватив новые, никогда ей не принадлежавшие. Успехи в войне и активное участие в европейской политике способствовали становлению её как великой державы.
Ряд авторов указывает, что для разгрома Швеции, тем более в составе крупной коалиции (Дания, Саксония, Речь Посполитая), и обеспечения России выхода к Балтике вовсе не требовалось 20 лет. По словам историка В. О. Ключевского, «Ништадтский мир 1721 г. положил запоздалый конец 21-летней войне, которую сам Пётр называл своей „троевременной кровавой и весьма опасной школой“, где ученики обыкновенно сидят по семи лет, а он, как туго понятливый школьник, засиделся целых три курса...» Однако сам Пётр пояснял: «... однакож, слава Богу, так хорошо окончилась, как лучше быть невозможно».

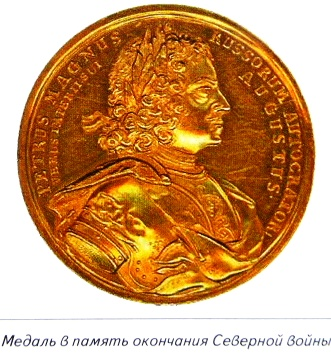

Война полностью изменила в пользу России соотношение сил на Балтике; в то же время война не решила ситуацию на юге России (где ей противостоял союзник Швеции — Османская империя), которая к концу войны ухудшилась.
По итогам войны к России были присоединены Ингрия (Ижора), Восточная Карелия, Эстляндия, Лифляндия (Ливония), основан Санкт-Петербург. Российское влияние прочно утвердилось и в Курляндии.
Была решена ключевая задача, поставленная Петром I — обеспечение выхода к морю и налаживание морской торговли с Европой.
Однако в ходе войны Россия пережила серьёзный экономический кризис. Сумма налогов, собиравшихся с населения с 1701 по 1724 год (вследствие их увеличения), выросла в 3,5 раза, что, по словам историка Н. А. Рожкова, было достигнуто «ценою разорения страны». Ревизия населения 1710 года показала сокращение податных хозяйств на 20 %, причём в областях, прилегавших к основным театрам военных действий, сокращение достигало 40 %. По оценкам историка Водарского, это говорит лишь о массовой попытке крестьянских дворов уйти от податей путём объединения дворов. В то же время по результатам ревизии 1719 года население России относительно 1678 года выросло на 39 %. Население России в 1700 ― 1721 годах выросло в общей сложности на 500 тысяч человек. Война и реформы вызвали замедление темпов роста населения, но не его убыль.
В историю Финляндии самый тяжёлый период войны с 1714 по 1721 год вошёл под названием Большая ненависть. До заключения мира страна подвергалась многочисленным грабежам и насилию со стороны шведских и русских войск, что было нормой при ведении войны в XVIII веке.
Швеция утратила своё былое могущество и превратилась во второстепенную державу. Были потеряны не только территории, уступленные России, но и многие владения Швеции на южном берегу Балтийского моря (в руках Швеции остались лишь Висмар и небольшая часть Померании).
Прямым результатом катастрофической для Швеции Северной войны становится наступление «Эры свободы», которая характеризуется урезанием власти короля и резким усилением роли Риксдага.
Речь Посполитая, несмотря на участие в антишведской коалиции, не получила никаких территориальных приобретений, в то же время переходит во всё большую зависимость от России, особенно после Немого сейма 1717 года, фактически превратившись после этого сейма в неофициальный российский протекторат.
С 1708 по 1713 г. в ходе боевых действий во многих городах и районах Балтийского моря и Восточно-Центральной Европы произошла вспышка чумы.

## Память о войне
- Фонтан «Самсон» в Петергофе

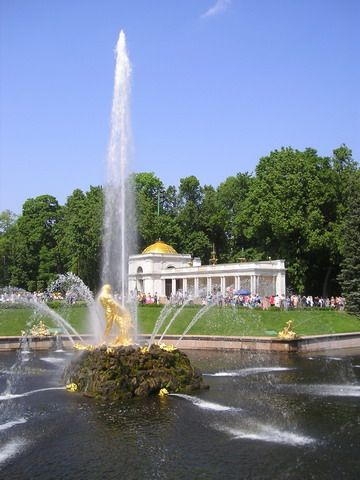
Фонтан «Самсон»

- Сампсониевский собор в Санкт-Петербурге (построен в честь победы в Полтавской битве)
- Памятник защитникам острова Луцавсала в Риге (установлен в 1891 году)
- Лев, установленный в Нарве в память шведских солдат времён Северной войны
- Монумент Славы в Полтаве, в честь победы в Полтавской битве.
- Скульптурная группа «Мир и Победа» (Летний сад, Санкт-Петербург), установленная перед южным фасадом Летнего дворца, является аллегорическим изображением Ништадтского мира.
- Шведская рок-группа «Sabaton» посвятила Карлу XII, эпизодам Северной и Тридцатилетней войн альбом Carolus Rex (Король Карл).
- Эта же группа посвятила песню Poltava Полтавской битве.
- Русский рок-исполнитель Олег Абрамов (Он же Radio Tapok) в альбоме «Эпоха империй» выпустил две песни: «Гангут» и «Гвардия Петра». Первая посвящена первой победе русского флота у мыса Гангут, а вторая поражению русских войск у крепости Нарва.
- Первый финский исторический роман Фредрики Рунеберг (фин. Fredrika Runeberg) «Госпожа Катарина Боийе и её дочь» посвящен времени «великого лихолетья» и бедствий, испытанных финским народом от иностранных войск.
- Насильственные захваты населения и история прадеда, угнанного русскими войсками в Россию и вернувшегося домой через много лет, подтолкнули Сакари Топелиуса написать детскую сказку «Берёза и звезда» о возвращении девочки и мальчика на родину после этих лет[63].